# Cannewitz (Panschwitz-Kuckau)

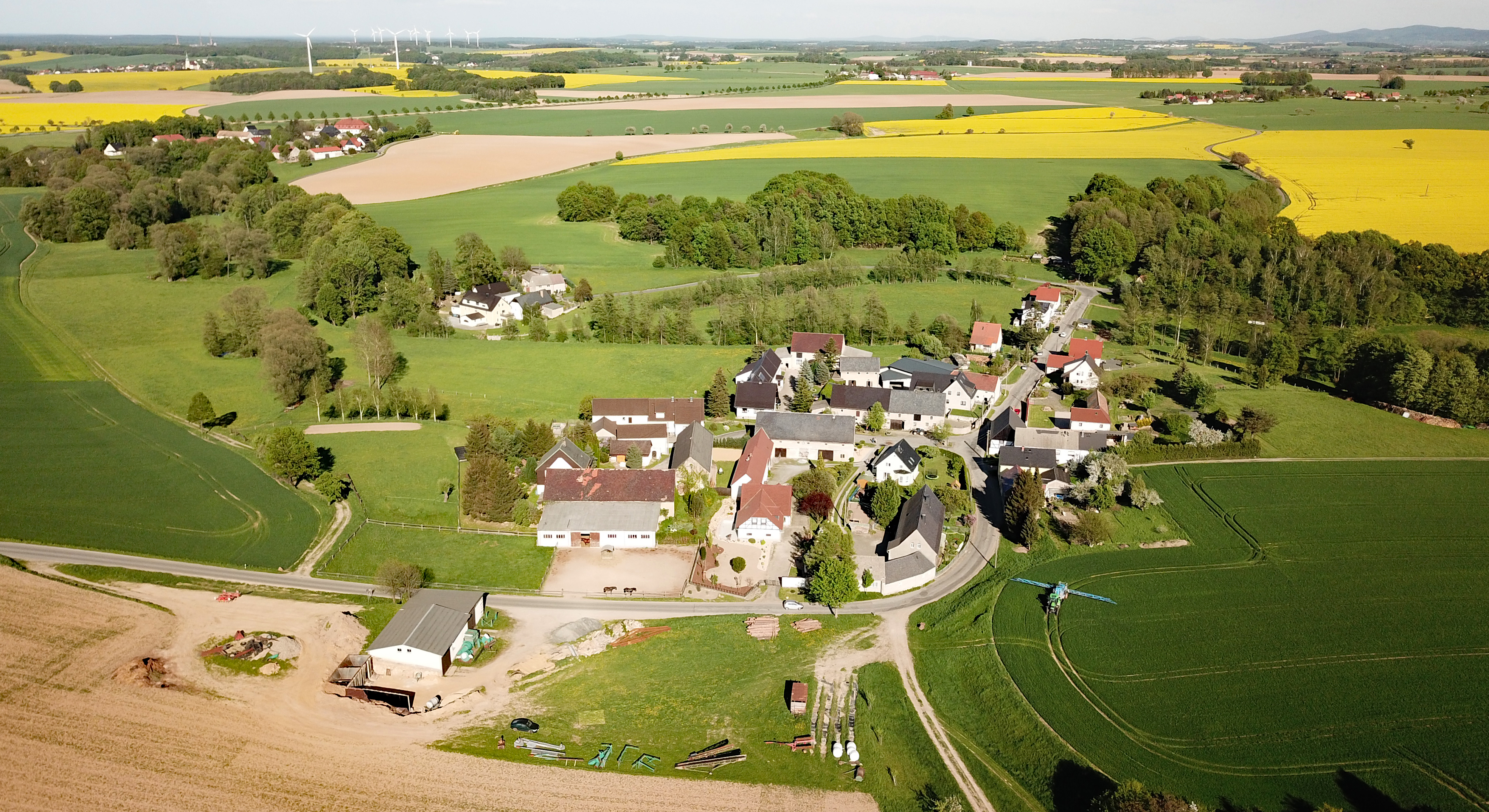
Luftbild

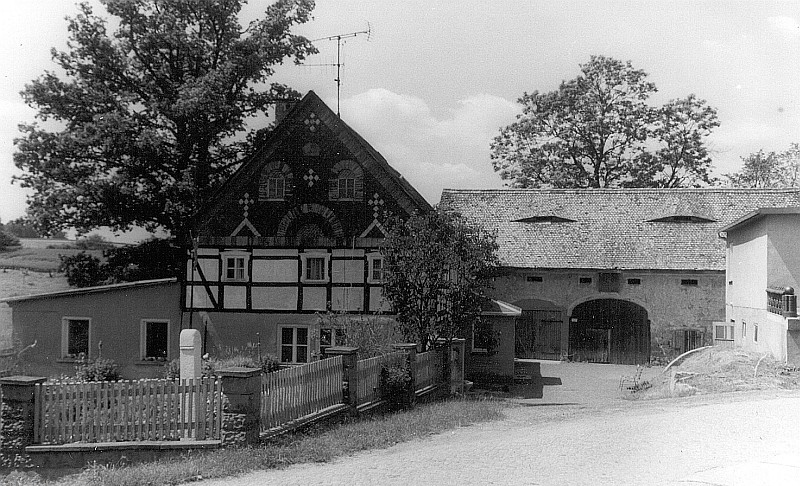
Die alte Cannewitzer Wassermühle

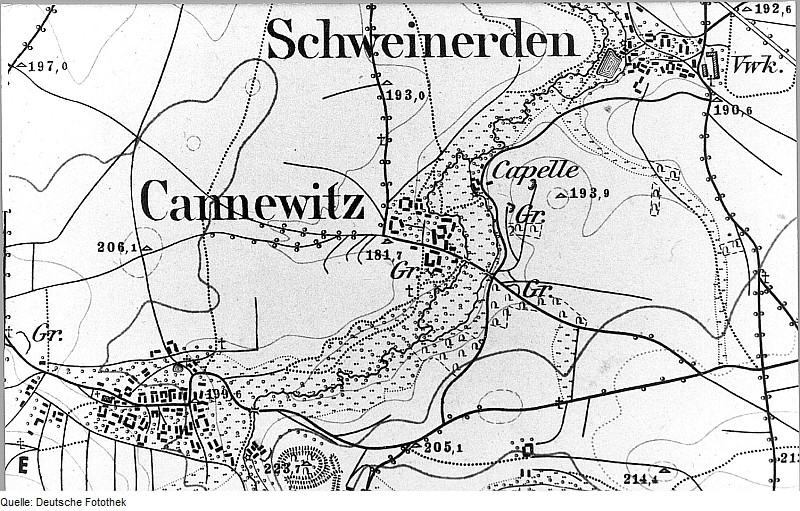
Der Ort auf dem Messtischblatt von 1884

Cannewitz, obersorbisch Kanecy, ist ein Ort im Zentrum des Landkreises Bautzen in Sachsen und gehört seit 1994 zur Gemeinde Panschwitz-Kuckau. Der Ort liegt in der Oberlausitz und im sorbischen Kernsiedlungsgebiet.

## Geografie
Cannewitz befindet sich zwischen Ostro und Schweinerden am linken Ufer des Klosterwassers im Oberlausitzer Gefilde. Die Große Kreisstadt Bautzen ist etwa 16 Kilometer entfernt; das Gemeindezentrum Panschwitz-Kuckaus befindet sich circa zwei Kilometer nördlich. Die an dieser Stelle etwa 200 Meter breite Talaue des Klosterwassers wird als Viehweide genutzt, während die höhergelegenen Flächen über guten Boden verfügen und zum Anbau verwendet werden.
Die Nachbarorte sind Panschwitz-Kuckau im Norden, Schweinerden im Nordosten, Neuhof im Südosten, Neustädtel im Süden und Ostro im Südwesten.

## Geschichte
Der als Rundweiler angelegte Ort wurde erstmals 1331 als Canewicz urkundlich erwähnt. Weitere historische Namensformen waren Kanitz (1617) und Cannowitz (1732). Die Grundherrschaft lag mindestens seit dem 16. Jahrhundert beim benachbarten Kloster St. Marienstern, was dazu führte, dass Cannewitz über die Reformation hinaus katholisch blieb. Der Ort war niemals Sitz eines Gutes.
Bis zum 1. Januar 1974 war Cannewitz eine eigenständige Landgemeinde, dann wurde es nach Ostro eingemeindet. Gemeinsam mit diesem kam es zur Gemeindegebietsreform 1994 zur Großgemeinde Panschwitz-Kuckau.

## Bevölkerung und Sprache
Im 19. und frühen 20. Jahrhundert schwankte die Einwohnerzahl von Cannewitz zwischen 67 und 91. Kurz nach dem Zweiten Weltkrieg lag sie flüchtlingsbedingt kurzzeitig über 100, ist danach aber wieder gesunken. Nach 1990 pendelte sie sich zwischen 50 und 60 ein.
Für seine Statistik über die sorbische Bevölkerung in der Oberlausitz ermittelte Arnošt Muka in den achtziger Jahren des 19. Jahrhunderts eine Bevölkerungszahl von 86, darunter ausschließlich Sorben. Ernst Tschernik gab 1956 eine Einwohnerzahl von 109 an, davon 77 Prozent sorbischsprachig. Bis heute wird im Ort Sorbisch gesprochen.
Die gläubige Cannewitzer Bevölkerung ist überwiegend römisch-katholisch und seit Ende des 16. Jahrhunderts durchgängig nach Crostwitz gepfarrt, obwohl die Ostroer Kirche deutlich näher liegt. Die kleine protestantische Diaspora zählt zur Kirchgemeinde Uhyst am Taucher.

## Besonderheiten
In der Ortsmitte befindet sich ein altes Steinkreuz in Malteser-Form.

## Persönlichkeiten
- Milena Vettraino (* 1969), Intendantin des Sorbischen National-Ensembles (2010–2015)